# Temple de Banon
Pour les articles homonymes, voir Banon.

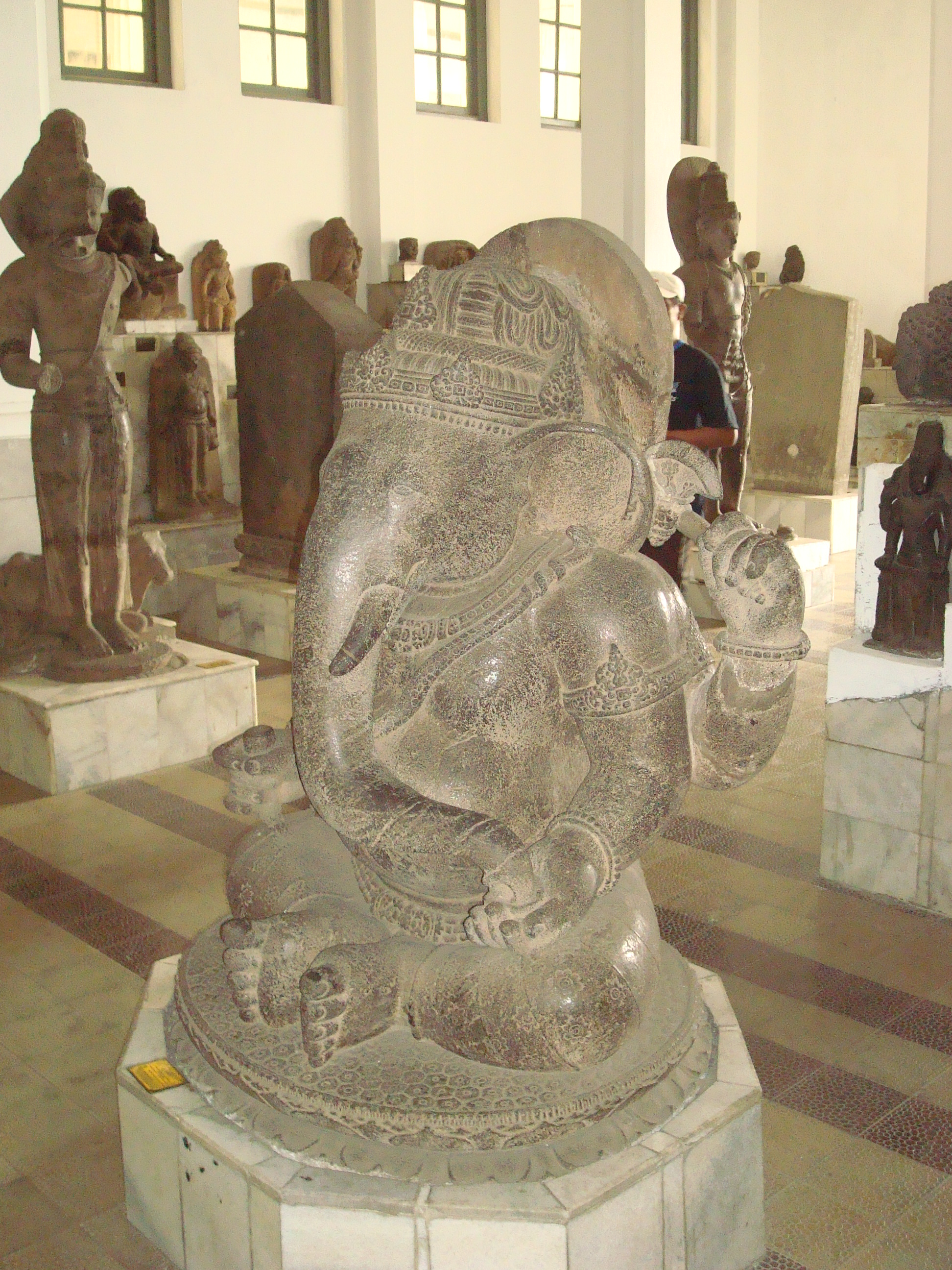
Statue de Ganesha provenant du temple de Banon (Musée national d'Indonésie)

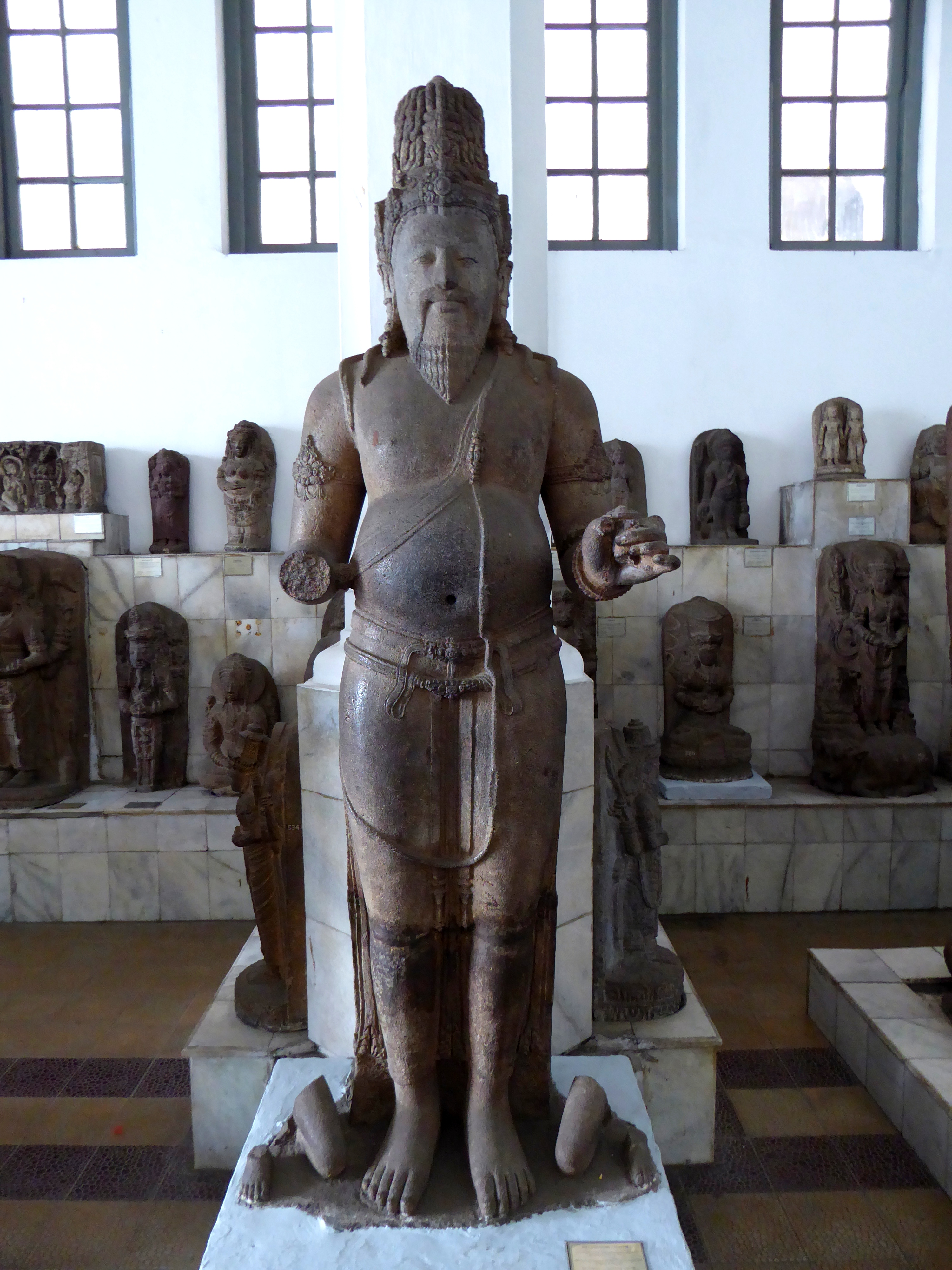
Statue d'Agastya provenant du temple de Banon (Musée national d'Indonésie

Le temple de Banon est un temple shivaïte situé à 700 m au nord du temple de Pawon, bouddhiste, dans les environs de Borobudur, dans la province indonésienne de Java central.
Banon a été découvert en 1935 par le gouvernement colonial des Indes néerlandaises. Les habitants l'appellent « Banon », « brique » en javanais, en raison de son matériau de construction, rare dans cette région mais courante à Java oriental. Il ne reste plus grand-chose de ce temple, dont beaucoup de briques ont disparu. Néanmoins, les cinq statues qui y ont été trouvées sont conservées au Musée national d'Indonésie à Jakarta, dont un Agastya et un Ganesha.